# Герхард Тир
Герхард Тир (Gerhard Thür, Салцбург, 3. јун 1941) је аустријски правни историчар, један од најпрестижнијих савремених светских правних историчара, цивилиста, романиста, правни папиролог и епиграфичар.

## Биографија
Герхард Тир (Gerhard Thür) је аустријски правни историчар рођен 3. јуна 1941. године у Салцбургу.
Тир је похађао Академску гимназију у Салцбургу. Након што је дипломирао 1959. Тир је одслужио војни рок, а од 1960. студирао је право на Универзитету у Бечу. Са ДААД стипендијом студирао је код Ханса Јулијуса Волфа на универзитету у Фрајбургу 1963. као и 1965/1966. 1964. у Бечу положио је државни испит.
Тирова специјалност је римско право и правна историја антике, посебно старогрчко право. Од 1965. године радио је као асистент на Институту за римско право у Бечу, а исте године је и докторирао на Универзитету у Фрајбургу, под менторством легендарног Ханса Јулијуса Волфа(Hans Julius Wolff). Убрзо је постао доцент на Правном факултету Универзитета у Бечу где је 1973. године хабилитован за професора римског права и античке правне историје.
Он је 1974. постао члан Комисије за античку правну историју Аустријске академије наука(Kommission für Antike Rechtsgeschichte der Österreichischen Akademie der Wissenschaften), а 1978. године изабран  је за редовног професора античке правне историје и грађанског права на Правном факултету Лудвиг-Максимилијан Универзитета у Минхену. Од 1984. до 1986. био је декан тог факултета, а 1992. добија посао професора римског права на Правном факултету Универзитета у Грацу где је  2009. године добио и звање емеритуса. Тир је 1997. изабран за дописног члана Аустријске академије наука и именован за председника Комисије за античку правну историју.
Био је гостујући професор на многим престижним светским универзитетима широм Европе и САД. Гостовао је у Атини (фебруар 1998, новембар 2000), на Универзитету Рутгерс (август-октобар 1998), у Милану (фебруар 1999, јун 2000, фебруар 2005), у Сегедину (септембар 1999, март 2005, октобар-новембар 2010), на Унивезитету Браун (септембар,октобар 2002) као и на Универзитету Тексаса у Остину (од јануара до маја 2004, од септембра до октобра 2008).
Био је уредник и члан уређивачког одбора у многим престижним едицијама и научним часописима, а нарочито вреди истаћи његов дугогодишњи коуреднички рад у часопису Zeitschrift der Savigny-Stiftung für Rechtsgeschichte, Romanistische Abteilung. Правни факултет Универзитета у Атини доделио му је почасни докторат 27. маја 2009. године.

## Везе са Правним факултетом Универзитета у Београду
Већ око три деценије професор Тир одржава чврсте везе са Правним факултетом Универзитета у Београду.
Објавио је три рада у часопису Анали Правног факултета у Београду („Смртна казна за убиство у античкој Атини“, 3/88, у преводу покојне проф. др Јелене Даниловић, „Уговор о искоришћавању рудника из атинског права (IG II² 411)“ 1/2007, у преводу проф. др Симе Аврамовића и „How to Lease an Orphan’s Estate in Classical Athens“, 3/2010), а годину дана пре тога одржао је прво предавање на Правном факултету у Београду.
Пружао је помоћ у виду набављања литературе српским колегама, нарочито младима, помагао је при остварењу неопходних контаката са другим иностраним професорима, снабдевао је библиотеку Правног факултета у Београду многим важним публикацијама у време када због санкција није био могућ увоз литературе. Поред научног доприноса професор Тир гаји и искрено пријатељство и поверење према Србији, српској академској заједници и нарочито Правном факултету Универзитета у Београду.
21. маја 2012. године промовисан је и у почасног доктора Универзитета у Београду.

## Објављени радови Герхарда Тира
Герхард Тир је аутор великог броја дела. Наведени су наслови неких.
1. Tир, Герхард; Harris, E. (Ed.) (2009) Symposium 2007. Lectures on Greek and Hellenistic Legal History. Files of the Society for Greek and Hellenistic Legal History XX ; Беч.
2. Tир, B. Legras - G. (Ed.) (2012) Symposium 2011. Files of the Society for Greek and Hellenistic Legal History 23 ; Беч.
3. Тир, Герхард (Ed.) (2010) Symposium 2009. Lectures on Greek and Hellenistic legal history (Seggau, Aug. 25-30, 2009). In series: Files of the Society for Greek and Hellenistic Legal History 21, ed. v. Tир, Герхард; Беч: Verlag der ÖAW.
4. Tир, Герхард; Taeuber, Hans (1994) Litigation Inscriptions of the Greek Poleis: Arcadia. In series: Meeting reports / ÖAW, phil.-hist. Class, 607; Vienna: Verlag der ÖAW (362 pages).
5. Tир, Герхард (1977) Providing evidence before the jury courts of Athens. The Proklesis to the Basanos. In series: Meeting reports / ÖAW, phil.-hist. Class, 317; Беч: Verlag der ÖAW (349 pages).
6. Смртна казна за убиство у античкој Атини, 3/88, у преводу покојне проф. др Јелене Даниловић
7. Уговор о искоришћавању рудника из атинског права (IG II² 411) 1/2007, у преводу проф. др Симе Аврамовића
8. How to Lease an Orphan’s Estate in Classical Athens, 3/2010.